# 오월제

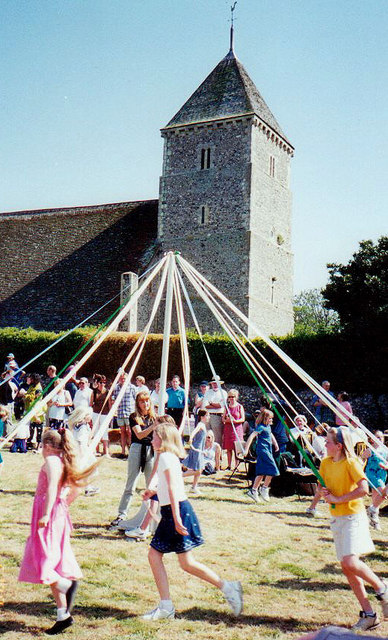

오월제(5월제)는 보통 5월 1일 또는 5월 첫째 월요일에 기념하는 공휴일이다. 그것은 많은 유럽 문화권에서 봄의 고대 축제고 현재 전통적인 봄 명절이다. 춤, 노래, 그리고 케이크는 보통 축제의 일부분이다.
1889년, 5월 날은 시카고 헤이마켓 사건을 기념하기 위해 제2인터내셔널의 사회주의자와 공산주의자에 의해 국제 노동자의 날 날짜로 선정되었다. 국제 노동자의 날은 "5월의 날(May Day)"이라고도 불리지만, 전통적인 5월의 날과는 다른 기념일이다.

## 같이 보기
- 발타너
- 메이퀸